# Artículo 27
Artículo 27 är en ort i Mexiko.   Den ligger i kommunen Las Margaritas och delstaten Chiapas, i den sydöstra delen av landet, 900 km öster om huvudstaden Mexico City. Artículo 27 ligger 1 509 meter över havet och antalet invånare är 786.
Terrängen runt Artículo 27 är kuperad åt nordost, men åt sydväst är den platt. Runt Artículo 27 är det ganska tätbefolkat, med 54 invånare per kvadratkilometer. Närmaste större samhälle är Las Margaritas, 13,9 km väster om Artículo 27. I omgivningarna runt Artículo 27 växer huvudsakligen savannskog.